# Il paradiso degli orchi (film)
Il paradiso degli orchi (Au bonheur des ogres) è un film del 2013 diretto da Nicolas Bary.
Il soggetto è tratto dall'omonimo romanzo di Daniel Pennac del 1985.
La pellicola ha per protagonisti Raphaël Personnaz (nel ruolo di Benjamin Malaussène), Bérénice Bejo ("Zia Julia") e vede la partecipazione straordinaria del regista Emir Kusturica (nel ruolo di Stojil).

## Trama
Benjamin Malaussène, ufficialmente assunto ai grandi magazzini "Au Bonheur Parisien" come responsabile tecnico, svolge in realtà il ruolo di capro espiatorio: quando dei clienti lamentano malfunzionamenti nei prodotti, la colpa ricade interamente su Benjamin, che il superiore rimprovera tanto duramente di fronte a loro da muovere a pietà tutti i clienti, facendogli ritirare qualsiasi lamentela. Si tratta di un lavoro ingrato ma necessario, dovendo Ben badare da solo ai suoi fratelli e sorelle, tutti di padri diversi e con una madre perennemente innamorata e in giro per il mondo.
Ma una serie di esplosioni, da cui Benjamin esce miracolosamente vivo, turbano la routine del centro commerciale e la polizia e i colleghi cominciano a sospettare che il bombarolo sia lo stesso Benjamin. Per scagionarsi dalle accuse, Ben cerca di scoprire il vero autore delle bombe con l'aiuto dell'amico Stojil, guardiano notturno, e di un'avvenente giornalista d'inchiesta soprannominata scherzosamente “Zia Julia”. Risalgono quindi ad una serie di rapimenti di bambini avvenuti nel centro commerciale molti anni prima di cui non si sono mai trovati i colpevoli.

## Produzione

### Riprese
L'ambientazione nell'"Au Bonheur Parisien" sono i grandi magazzini "La Samaritaine" di Parigi.

## Distribuzione
Il film è stato distribuito in Belgio e Francia il 16 ottobre 2013, mentre nelle sale italiane il 14 novembre 2013.